# Steve Perry
Stephen Ray Perry, detto Steve (Hanford, 22 gennaio 1949), è un cantante, polistrumentista e compositore statunitense.
È stato il cantante della celebre band statunitense Journey dal 1978 al 1987 e poi di nuovo dal 1995 al 1998.
La rivista Rolling Stone lo ha indicato come il 76° migliore cantante di sempre, nella classifica Greatest Singers of All Time.

## Biografia

### Infanzia
Perry è nato a Hanford, in California, ma è di origini portoghesi: la sua famiglia infatti è originaria dell'isola di Pico nelle Azzorre. La passione per la musica gli fu trasmessa dal padre Ray, anche lui cantante, e decise che sarebbe diventato un cantante quando all'età di 10 anni ascoltò all'autoradio della madre Cupid di Sam Cooke. La famiglia di Perry si trasferì a Lemoore quando era adolescente e proprio in questa città aumentò il suo interesse per la musica; a scuola fece parte della banda suonando le percussioni. Successivamente frequentò il College of the Sequoias a Visalia, dove divenne il primo tenore del coro. Proprio in questo periodo la madre lo incoraggiò a proseguire il suo sogno nel mondo della musica.
Si trasferì quindi a Banta, una piccola cittadina agricola, dove fondò la sua prima band, gli Alien: il progetto non durò molto a causa della morte prematura in un tragico incidente del bassista Richard Michaels; Perry tornò quindi a Lemoore con la convinzione di non avere più niente a che fare con la musica, tanto che iniziò a lavorare col padre nelle costruzioni edili. La madre, convinta della sua bravura, lo spinse tuttavia a rispondere all'annuncio di Walter "Herbie" Herbert, manager della nascente band Journey.

### I Journey
Herbert ascoltò una demo degli Alien, If You Need Me, Call Me, e dopo aver sentito le grandi doti vocali di Perry pensò che fosse l'uomo giusto per rimpiazzare Robert Fleischman, che non si era mai integrato completamente con la band e non era mai entrato in sintonia con lo stesso Herbert, tanto che mantenne il suo precedente manager. Per non allarmare Fleischman Steve fu portato in tour e presentato come il cugino portoghese di John Villanueva facente parte degli addetti ai lavori; si esibì per la prima volta con i Journey in gran segreto durante una prova tecnica a Long Beach (California), quando Fleischman era assente. Ormai convinto, Herbert comunicò alla band il cambio di formazione.
Perry portò un suono più pop ai Journey e fece il suo esordio il 28 ottobre 1977 a San Francisco, dividendo i fan tra quelli abituati alle sonorità progressive rock precedenti e quelli che invece lo accolsero con entusiasmo. Nel 1978 uscì Infinity: la critica inizialmente non accettò il cambiamento ma si dovette ricredere una volta scoperte le potenzialità del nuovo frontman. I Journey cominciarono quindi a raccogliere un successo crescente.
Perry pubblicò con i Journey ben nove album fino a Trial by Fire del 1996 (disco d'oro per le oltre 500 000 copie vendute certificate dalla RIAA) e durante la sua carriera lavorò con artisti come Sammy Hagar e Jon Bon Jovi. Prima dell'inizio del tour, tuttavia, Perry ebbe un incidente alle Hawaii in cui si ruppe l'anca: in questo modo gli fu diagnosticata una malattia degenerativa delle ossa e gli fu detto che sarebbe stata necessaria una protesi. Il tour venne annullato e molti fan videro incerto il futuro della band.
Perry non si operò finché, nel 1998, i due colleghi Jonathan Cain e Neal Schon lo posero di fronte a un ultimatum: se non si fosse fatto operare, sarebbe stato sostituito da un altro cantante. I restanti membri della band, visto l'ottimo successo dell'album di due anni prima, erano impazienti di poter cominciare il tour e dal momento che Perry esitò ancora, non potendo garantire una costante presenza nel tour, lo sostituirono con Steve Augeri.

### Da solista
Nel 1984, contemporaneamente alla pubblicazione di Frontiers, Perry pubblicò il suo primo lavoro solista, Street Talk, che divenne subito disco di platino; l'anno successivo partecipò a USA for Africa, registrando assieme agli altri artisti la canzone We Are the World, e registrò la canzone If Only For the Moment, Girl per l'album USA for Africa: We Are the World. Oltre al progetto USA for Africa, Perry ha collaborato con cantanti come i sopracitati Hagar e Bon Jovi nonché Kenny Loggins, col quale ha inciso la canzone Don't Fight It contenuta nell'album del 1982 di Loggins High Adventure e nel Greatest Hits + Five Unreleased di Steve.
Visto il successo di Street Talk Perry era indeciso se ritornare con i Journey o continuare la sua carriera solista; decise di rimandare la sua carriera solista e così insieme ai Journey registrò nel 1986 l'album Raised on Radio. Il disco, prodotto da Perry, subì alcuni ritardi poiché continuava ad andare a Saint Joaquin Valley a trovare la famiglia; finita la registrazione decise di prendersi una pausa dal mondo dell'industria discografica e dalla vita pubblica.
Nel 1994 uscì For the Love of Strange Medicine, il suo secondo album solista, che fu anch'esso un successo seguito da un breve tour. Nel 1998 realizzò I Stand Alone e United We Stand per la colonna sonora del film La spada magica - Alla ricerca di Camelot, doppiando inoltre la voce del re per le parti cantate. Allo stesso progetto lavorarono anche Céline Dion e per la versione italiana il tenore Andrea Bocelli.
Il 5 ottobre 2018 ha pubblicato Traces, un album in studio di dieci tracce tramite la Fantasy Records.

### Attività recenti e ritiro
Perry apparve, dopo anni di anonimato, nel 2005 alla Hollywood Walk of Fame, dove dichiarò che le tensioni con i membri dei Journey erano ormai sparite ma anche che il suo ritorno nella band non era possibile.
Il 30 marzo 2008 il Journey's Management Team ha rivelato che Perry è tornato in studio per registrare delle demo e che le sue condizioni vocali sono ottime. È probabile, quindi, che possa tornare con i Journey o come cantante solista.
Il 13 gennaio 2009 Sony Legacy ha pubblicato Playlist: The Very Best of Steve Perry, una raccolta dei suoi migliori brani di Steve. Il musicista Russ Miller ha dichiarato nell'edizione di gennaio 2009 di Mix Magazine che sta attualmente lavorando a un album di Steve Perry. Durante il programma Q dell'emittente radio CBC, è stato confermato che Steve Perry sta attualmente lavorando a un album a Los Angeles.
Perry ha firmato un contratto con Sony Music, per registrare il suo prossimo album solista che attualmente non ha ancora un nome. Un possibile Greatest Hits in DVD potrebbe essere pubblicato dopo il lancio del nuovo album. Tale DVD conterrà oltre ai vecchi videoclip anche quelli dei singoli del nuovo album, per i quali Steve Perry ha intenzione di registrare dei videoclip. Non è ancora certo un possibile tour in quanto il progetto è ancora in fase di produzione.
In un'intervista alla radio britannica "Planet Rock" del 3 febbraio 2010, ha smentito le voci che fosse appunto in studio per registrare, ma ha dichiarato che è impegnato nella scrittura di nuovo materiale e che gli mancano le esibizioni dal vivo. Perry ha però dichiarato anche durante un'intervista con "West Sound", che presto potrebbe registrare del nuovo materiale.
A ottobre 2018, con l'uscita del suo ultimo album Traces, Perry ha dichiarato che si è ritirato dall'industria musicale per "molte ragioni, ma principalmente perché il mio amore per la musica mi aveva improvvisamente abbandonato". La sua passione era stata riaccesa dopo aver perso la sua fidanzata Kellie Nash a causa del cancro nel dicembre 2012 e aveva iniziato a registrare Traces a maggio 2015. CrypticRock.com ha dato all'album 5/5 stelle e ha commentato "Tutto sommato, Traces è un ritorno quasi impeccabile per Steve Perry".

## Capacità tecniche
La voce di Steve Perry è classificata come tenore leggero, cioè quella che raggiunge le più alte note del registro maschile (dalla F#2 all'A5).
È stato soprannominato "The Voice" da Bon Jovi mentre il chitarrista dei Queen Brian May ha dichiarato: "Perry è un cantante davvero luminoso, una voce su un milione". Il chitarrista dei Journey Neal Schon ha paragonato l'abilità di Perry a quella di Aretha Franklin e ha concordato con l'opinione del cantante dei Fozzy, Chris Jericho, secondo cui Perry "potrebbe essere il più grande cantante di tutti i tempi".
Perry è attivo anche come produttore musicale e compositore e suona il basso, la batteria, la chitarra e le tastiere.

## Discografia

### Da solista
Album in studio
- 1984 - Street Talk
- 1994 - For the Love of Strange Medicine
- 2018 - Traces
- 2021 - The Season
- 2024 - The Season 3

Raccolte
- 1998 - Greatest Hits + Five Unreleased
- 2009 - Playlist: The Very Best of Steve Perry

Singoli
- 1982 - Don't Fight It (con Kenny Loggins)
- 1984 - Oh Sherrie
- 1984 - I Believe
- 1984 - She's Mine
- 1984 - Strung Out
- 1984 - Foolish Heart
- 1994 - You Better Wait
- 1994 - Missing You
- 2018 - No Erasin'
- 2018 - No More Cryin'
- 2018 - We're Still Here

### Con i Journey
- 1978 - Infinity
- 1979 - Evolution
- 1980 - Departure
- 1981 - Escape
- 1983 - Frontiers
- 1986 - Raised on Radio
- 1996 - Trial by Fire